# Fernando Pacheco de Amorim
Fernando Bayolo Pacheco de Amorim (Coimbra, 6 de Julho de 1920 - Porto, 4 de Maio de 1999) foi um professor universitário, antropólogo, publicista e político português.

## Biografia
Licenciado em Ciências Histórico-Filosóficas pela Universidade de Coimbra foi professor contratado dessa mesma Universidade até 1975, centrando a sua vida académica nas áreas da Antropologia e da Etnologia. Foi um dos líderes da oposição monárquica ao Estado Novo e o teorizador e permanente defensor, em Portugal, do integracionismo como solução adequada para uma eficaz política ultramarina. Tinha, neste seu combate, o apoio dos Ministros Franco Nogueira e José Gonçalo Correia de Oliveira. Fundaria, após a revolução de 25 de Abril, o Movimento Federalista Português, mais tarde Partido do Progresso, que viria a ser ilegalizado pelo MFA na sequência do 28 de Setembro. Refugiado em Madrid, regressaria a Portugal após o Golpe de 25 de Novembro de 1975.
O seu inconformismo lúcido, que particularmente se manifestava na defesa das teses integracionistas e numa militância monárquica esclarecida fizeram, de Fernando Pacheco de Amorim, um dos inspiradores ideológicos da direita universitária coimbrã na primeira metade da década de setenta.

### Na Oposição Monárquica ao Estado Novo
A sua acção política, numa primeira fase, centra-se, essencialmente, na oposição monárquica ao Estado Novo. Nessa qualidade, e sendo, então, alferes miliciano de Cavalaria, é um dos conspiradores da Revolta da Mealhada em 10 de Outubro de 1946. Essa tentativa de insurreição militar contra o Estado Novo foi organizada por um grupo de oficiais milicianos, de várias sensibilidades políticas. Parte o movimento insurrecional de uma única unidade, o Regimento de Cavalaria 6, no Porto. A coluna marcha até à Mealhada onde é detida. Comanda a revolta o capitão Fernando Queiroga. A revolta estaria para ser acompanhada por um levantamento em Tomar e teria a coordenação de Mendes Cabeçadas. O julgamento ocorre em Março de 1947, sendo defensores dos revoltosos Ramada Curto, Vasco da Gama Fernandes, Adelino da Palma Carlos e Fernando Abranches Ferrão. Nessa altura, Fernando Pacheco de Amorim é condenado a dois anos de prisão, pena que cumpriu no Forte de Peniche. Ainda como militante monárquico é um dos fundadores, com João Vaz Serra de Moura e outros, e primeiro Presidente, da Liga Popular Monárquica.

### Exposição e defesa das teses integracionistas na política ultramarina
A partir de 1962 centra a sua actividade política na teorização e combate em prol do integracionismo, insurgindo-se contra a política de autonomia, então protagonizada pelo ministro do Ultramar, Adriano Moreira. Distancia-se também da perspectiva adoptada por Cunha Leal. Em 1971 é um dos ferozes críticos da política assumida por Marcelo Caetano no plano das autonomias ultramarinas. A obra nesse ano editada, “Na Hora da Verdade”, ia-lhe valendo nova passagem pela prisão: em Conselho de Ministros, o então  Ministro do Ultramar Silva Cunha, propôs a sua prisão. Os restantes ministros apoiaram. Opôs-se o ministro César Moreira Baptista por considerar que isso teria efeitos contraproducentes. Marcelo Caetano decidiu a favor de Moreira Batista.

### Partido do Progresso e exílio
É em 1974 presidente do Movimento Federalista Português pouco depois transformado em Partido do Progresso (MFP/PP), que foi proibido e perseguido após ter feito parte da chamada "Maioria Silenciosa", no 28 de Setembro de 1974. Com novo mandato de captura passado, agora pelo novo regime, refugiou-se em Madrid, onde presidiu ao Gabinete político (que configurava a direcção política) do MDLP, Movimento Democrático para a Libertação de Portugal, liderado pelo General António de Spínola. Regressa a Portugal após o Golpe de 25 de Novembro de 1975, abandona então a actividade política, por entender que o país perdera, por completo, qualquer possibilidade de uma existência verdadeiramente independente. Aí, com o mesmo critério de honestidade com que tinha deixado a Universidade de Coimbra para se dedicar à política, nessa altura retoma a sua actividade académica, agora na Universidade Portucalense, assumindo as funções de secretário-geral e de orientador de teses.

## Obras publicadas

### Antropologia
- Catálogo-inventário do museu de etnografia do Ultramar do Instituto de antropologia da universidade de Coimbra / Fernando Bayolo Pacheco de Amorim, Maria Helena Xavier de Morais In: Anais da Junta de Investigações do Ultramar. - Vol. 10, nº 1 (1955), p. 5-581

- Catálogo - Inventário do Museu de Etnografia do Ultramar do Instituto de Antropologia da Universidade de Coimbra / Fernando Bayolo Pacheco de Amorim, Maria Helena Xavier de Morais In: Anais: estudos de Biologia Marítima.- Vol. X, tomo I (1955), p. 7-581

- Catálogo : inventário do museu de etnografia do ultramar do instituto de antropologia da universidade de Coimbra In: Anais da junta de investigações do ultramar : estudos de etnologia. - vol. 10, tomo 1(1955), p. 1-580 : il
- Guia do coleccionador de objectos etnográficos In: Garcia de Orta : Revista da Junta das Missões Geográficas e de Investigações do Ultramar. -Vol. 5, nº 3 (1957), p. 559
- Guia do coleccionador de objectos etnográficos In: Garcia da Orta - Vol.5, nº 4 (1957), p. 559-564
- A concentração urbana em Angola: contribuição para o estudo da demografia de Angola In: Revista do Centro de Estudos Demográficos do Instituto Nacional de Estatística. - nº 11 (1958/59), p. 89-112
- As artes dos negros africanos: considerações acerca de alguns problemas que o seu estudo levanta In: Garcia de Orta. - Vol. 7, 3 (1959), p. 453-470
- Contribuições para o Estudo da Antropologia Portuguesa, Revista da Faculdade de Ciências da Universidade de Coimbra, Vol VI Faxc 88, Tipografia da Atlântida, 1959
- Contribuição para o estudo sociológico da tribo To, Revista da Faculdade de Ciências da Universidade de Coimbra, vol. XXVIII, Tipografia da Atlântida, Coimbra, 1959

### Política
- Condições de uma política de verdadeira integração In: Portugal em África. - Nº especial (1960-61), p. 269-308
- Condição de Sobrevivência, Edição das Semanas de Estudos Doutrinários, Coimbra, 1961
- Três Caminhos de Política Ultramarina, Coimbra, 1962, Edição do Autor
- Unidade Ameaçada (1963) - Edição do autor, coimbra 1963
- Da lei orgânica do Ultramar: considerações acerca da proposta da lei para a sua revisão e do parecer da Câmara Corporativa, Coimbra : [s.n.], 1963 (Coimbra: Imprensa de Coimbra, Lda.. - 29, [3] p. ; 22 cm
- Para onde vamos: o problema ultramarino, Coimbra: Imp. de Coimbra, 1965.-146, [2] p. ; 22 cm
- Reflexão sobre o problema da estabilidade e da mudança nas culturas, Coimbra : Coimbra Editora, 1965, Biblos: Boletim da Biblioteca da Faculdade de Letras da Universidade de Coimbra, 1965. - p. 207-211. - Vol. XLI
- Na hora da verdade: colonialismo e neo-colonialismo na proposta de lei de revisão constitucional - Coimbra: Edição do Autor, 1971. - 285 páginas. Crítica à Revisão Constitucional de 1971, encabeçada por Marcello Caetano.
- Portugal Traído, de Fernando Pacheco de Amorim, Madrid, 1975, Edição do Autor.
- Manifesto contra a traição, ed. do Autor, 1976.
- 25 de Abril - Episódio do Projecto Global, Artes Gráficas, Porto, 1996)[5]. Livro em que critica o globalismo, e teoriza conspirativamente o principal motor do 25 de Abril ter sido o serviço a nebulosos interesses estrangeiros.

## Dados genealógicos
Família directa:
- Pai: Diogo Pacheco de Amorim
- Mãe: Blandina da Glória Alvarez de Bayolo
- Irmãos:
  - Diogo Manoel Pacheco de Amorim
  - José Bayolo Pacheco de Amorim
  - João Saturnino Pacheco de Amorim
- Sobrinho: Diogo Velez Mouta Pacheco de Amorim

- Casamento com: Maria Luísa de Serpa Lopes da Costa

- Filhos:
  - Maria João de Serpa Pacheco de Amorim
  - Miguel Lopes da Costa Pacheco de Amorim
  - Maria Isabel de Serpa Pacheco de Amorim
  - Gonçalo Nuno Lopes da Costa Pacheco de Amorim